# Solanum julocrotonoides
Solanum julocrotonoides là loài thực vật có hoa trong họ Cà. Loài này được Hassl. miêu tả khoa học đầu tiên năm 1907.